# Imperata parodii
Imperata parodii är en gräsart som beskrevs av Acev.-rodr. Imperata parodii ingår i släktet Imperata och familjen gräs. Inga underarter finns listade i Catalogue of Life.